# 声部交叉
当同一时刻中出现较低的声部的音高于较高的声部的音时，这种现象称为声部交叉或声部交错（英语：Voice crossing）。在四部和声中，声部交叉就是次中音声部高于中音声部、低音声部高于次中音声部或者高音声部低于中音声部。在实践中，无论是密集排列还是开放排列的三和弦都不允许出现声部交叉。当出现声部交叉的时候一般都会伴随着声部超越（英语：Voice overlapping）的出现，反之则不尽然。